# Gabinete Painlevé III
O Gabinete Painlevé III foi o ministério formado por Paul Painlevé em 29 de outubro de 1925 e dissolvido em 22 de novembro do mesmo ano. Foi o 74º gabinete da Terceira República Francesa, sendo antecedido pelo Gabinete Painlevé II e sucedido pelo Gabinete Briand VIII.

## Contexto
Paul Painlevé foi reconduzido ao cargo de Presidente do Conselho de Ministros após sua primeira renúncia em outubro de 1925. Contudo, seu novo gabinete foi forçado a renunciar definitivamente em novembro do mesmo ano, uma vez que nem seus ministros nem os interesses financeiros franceses conseguiram chegar a um acordo sobre uma solução para a crise econômica gerada pela desvalorização do franco.
Após uma série de tentativas frustradas, o Presidente da República, Gaston Doumergue, nomeou Aristide Briand como o novo chefe de governo (pela oitava vez).

## Composição
- Presidente da República: Gaston Doumergue
- Presidente do Conselho de Ministros: Paul Painlevé
- Ministro dos Estrangeiros: Aristide Briand
- Ministro da Justiça: Camille Chautemps
- Ministro do Interior: Abraham Schrameck
- Ministro da Guerra: Édouard Daladier
- Ministro das Finanças: Paul Painlevé
- Ministro da Marinha: Émile Borel
- Ministro da Instrução Pública e Belas Artes: Yvon Delbos
- Ministro das Obras Públicas: Anatole de Monzie
- Ministro da Agricultura: Jean Durand
- Ministro do Comércio e Indústria: Daniel Vincent
- Ministro das Colônias: Léon Perrier
- Ministro do Trabalho, Higiene, Assistência e Segurança Social: Antoine Durafour
- Ministro das Pensões: Louis Antériou
- Ministro do Orçamento: Georges Bonnet